# Kreis Coesfeld
Der Kreis Coesfeld ['koːsfɛlt] liegt im Münsterland in Westfalen im Norden des Bundeslandes Nordrhein-Westfalen und entstand am 1. Januar 1975 im Zuge der Kreisgebietsreform durch das Münster/Hamm-Gesetz. Er gehört zum Regierungsbezirk Münster und ist Mitglied im Landschaftsverband Westfalen-Lippe. Sitz des Kreises ist die Stadt Coesfeld.

## Geografie
Der Kreis Coesfeld liegt vollständig innerhalb des Münsterlands. Der höchste Punkt des Kreisgebiets und des Münsterlands liegt mit 187 Metern über Normalnull am Longinusturm in den Baumbergen.

### Nachbarkreise bzw. -städte
Der Kreis Coesfeld grenzt im Uhrzeigersinn im Norden beginnend an den Kreis Steinfurt, an die kreisfreie Stadt Münster, an den Kreis Warendorf, an die kreisfreie Stadt Hamm sowie an die Kreise Unna, Recklinghausen und Borken.

## Geschichte
Der heutige Kreis Coesfeld entstand im Zuge der kommunalen Neugliederung 1975. Die Neugliederung selbst wurde von 1967 bis 1975 in zwei Schritten durchgeführt. Zuerst wurden die Gemeindegebiete und deren Grenzen neu festgelegt, danach wurden mit Wirkung vom 1. Januar 1975 die Kreise neu gebildet. Der Kreis Lüdinghausen und der Kreis Coesfeld wurden zum 31. Dezember 1974 aufgelöst und im Wesentlichen im neuen Kreis Coesfeld vereint. Hinzu kamen die Gemeinden Nottuln mit Appelhülsen und Schapdetten und Havixbeck mit Hohenholte und Bösensell (früher Amt Roxel) aus dem ehemaligen Kreis Münster.
Mit der Änderung der Kreisordnung im Mai 1994 traten weitere wesentliche Änderungen für die Kreise in Kraft. Die seit dem Ende des Zweiten Weltkriegs eingeführte „Doppelspitze“ wurde abgeschafft. Seitdem leitet der Landrat oder die Landrätin die Sitzungen von Kreistag und Kreisausschuss, repräsentieren den Kreis und sind Leiter der Kreisverwaltung. Gewählt wird er/sie unmittelbar von den Bürgerinnen und Bürgers des Kreises. Zusätzlich gibt es einen vom Kreistag bestellten allgemeinen Vertreter.

## Einwohnerentwicklung
| Jahr | Einwohner |
| ---- | --------- |
| 1975 | 163.018   |
| 1980 | 171.638   |
| 1985 | 177.605   |
| 1990 | 184.241   |
| 1995 | 202.218   |

| Jahr | Einwohner |
| ---- | --------- |
| 2000 | 214.893   |
| 2005 | 221.001   |
| 2010 | 219.784   |
| 2015 | 218.401   |
| 2022 | 224.692   |

Quelle: 

## Politik

### Kreistag
Der Kreistag des Kreises Coesfeld setzt sich seit der Kommunalwahl am 13. September 2020 folgendermaßen zusammen:
|      | CDU | SPD | GRÜNE | FDP | UWG | LINKE | FAMILIE | Gesamt |
| ---- | --- | --- | ----- | --- | --- | ----- | ------- | ------ |
| 2020 | 28  | 10  | 13    | 3   | 2   | 1     | 1       | 58     |
| 2014 | 27  | 13  | 6     | 3   | 3   | 1     | 1       | 54     |
| 2009 | 28  | 12  | 6     | 5   | 2   | 1     | –       | 54     |

### Landrat
1975–1987: Heinrich Knipper (CDU)
1987–1999: Karl-Heinz Göller (CDU)
1999–2004: Hans Pixa (CDU)
2004–2015: Konrad Püning (CDU)
ab 2015–9: Christian Schulze Pellengahr (CDU)
Landrat seit dem 1. Oktober 2004 war Konrad Püning (CDU). Er wurde am 30. August 2009 im ersten Wahlgang mit 63,3 % der Stimmen wiedergewählt. Zu seinem Nachfolger wurde am 13. September 2015 Christian Schulze Pellengahr (CDU) mit 62,1 % der abgegebenen Stimmen gewählt. Er trat sein Amt am 21. Oktober 2015 an.

### Parteien
Es existieren Kreisverbände von CDU, SPD, UWG, FDP, Bündnis 90/Die Grünen, der Linken und der Familienpartei.

### Abgeordnete
Bei der Bundestagswahl am 27. September 2009 errang Karl Schiewerling (CDU) mit 50,8 % (2005: 51,6 %) der Erststimmen erneut das Direktmandat im Wahlkreis 128 (Coesfeld/Steinfurt II), zu dem der gesamte Kreis Coesfeld und drei Gemeinden aus dem Kreis Steinfurt gehören (Altenberge, Laer und Nordwalde). Für die SPD ist Angelica Schwall-Düren aus Metelen über die Landesliste wieder in den Bundestag eingezogen. Am 15. Juli 2010 schied sie aus dem Bundestag aus, da sie zur Ministerin für Bundesangelegenheiten, Europa und Medien des Landes Nordrhein-Westfalen ernannt wurde.
Bei der Landtagswahl am 9. Mai 2010 errang Bernhard Schemmer (CDU) (53,9 %; 2005: 61,0 %) im Wahlkreis 79 (Coesfeld I/Borken III) das Direktmandat. Im Wahlkreis 80 (Coesfeld II) wurde Werner Jostmeier (CDU) (51,6 %; 2005: 56,9 %) direkt gewählt. André Stinka (SPD) zog als Nachrücker erneut in den Landtag ein.
Helmut Geuking aus Billerbeck erreichte bei der Europawahl 2019 in Deutschland als Spitzenkandidat den Sitz seiner Partei der Familien-Partei Deutschlands im Europäischen Parlament. Am 5. Februar 2024 rückte für ihn sein Sohn Niels Geuking ins Europaparlament nach.

### Wappen
Das Wappen entstand etwa fünf Jahre nach der kommunalen Neugliederung. Es wurde am 15. Oktober 1979 durch den Regierungspräsidenten in Münster mit Unterzeichnung der Urkunde genehmigt.
Blasonierung: „Gespalten von Gold und Rot; vorn im oberen Drittel ein roter Balken, darunter eine rote Glocke, hinten ein stehender, gold gekleideter segnender Bischof, zu seinen Füßen eine goldene Gans.“
Das Wappen führt seitdem die Symbole der alten Kreise Coesfeld und Lüdinghausen im Wappen.
Die Farben und der rote Balken entstammen dem Wappen des Stifts Münster, dem das Kreisgebiet angehörte.  Der Bischof mit der Gans stammt aus dem Wappen des Altkreises Coesfeld und stellt den heiligen Liudger dar, den ersten Bischof von Münster. Er gilt als Gründer von St. Lamberti in Coesfeld. Die Gans taucht seit dem 17. Jahrhundert als sein Attribut auf. Aus dem Wappen des ehemaligen Kreises Lüdinghausen stammt die Glocke, deren Ursprung wiederum eine Liudgerus-Legende ist.

### Flagge
Die Flagge ist Gold (Gelb)-Rot gestreift mit dem Wappen des Kreises Coesfeld belegt.

## Wirtschaft und Infrastruktur

### Wirtschaft
Die Unternehmenslandschaft im Kreis Coesfeld ist vor allem von klein- und mittelständischen, inhabergeführten Betrieben geprägt. Herausgehobene Positionen haben sowohl bei der Anzahl der Beschäftigten wie auch bei den Umsätzen die Konsumgüterindustrie (Ernährungswirtschaft; Möbelherstellung), die chemische Industrie und der Maschinen- und Anlagenbau inne.
Im Zukunftsatlas 2016 belegte der Kreis Coesfeld Platz 144 von 402 Landkreisen, Kommunalverbänden und kreisfreien Städten in Deutschland und zählt damit zu den Regionen mit „ausgeglichenem Chancen-Risiko Mix“.

### Infrastruktur
Der Kreis gehört der Verkehrsgemeinschaft Münsterland und dem Zweckverband Schienenpersonennahverkehr Münsterland an.

#### Eisenbahn
Der Landkreis wird von verschiedenen Eisenbahnstrecken erschlossen:
- Bahnstrecke Dortmund–Gronau über Lünen, Lüdinghausen, Dülmen, Coesfeld und Ahaus der ehemaligen Dortmund-Gronau-Enscheder Eisenbahn-Gesellschaft
- Bahnstrecke Empel-Rees–Münster von Münster über Billerbeck nach Coesfeld,
- Bahnstrecke Wanne-Eickel–Hamburg über Recklinghausen, Haltern am See, Dülmen und Münster (Westfalen) der ehemaligen Köln-Mindener Eisenbahn-Gesellschaft
- Bahnstrecke Preußen–Münster über Lünen, Nordkirchen und Ascheberg
- Bahnstrecke Duisburg–Quakenbrück über Dorsten und Coesfeld der ehemaligen Rheinischen Eisenbahn-Gesellschaft, heute größtenteils stillgelegt.

Der Bahnhof Coesfeld ist ein Kreuzungsbahnhof an den Bahnstrecken Dortmund–Gronau, Dorsten–Coesfeld und Münster–Coesfeld. Im Bahnhof Dülmen kreuzen sich die Bahnstrecken Wanne-Eickel–Hamburg und Dortmund–Gronau.

#### Bundesautobahnen
- Bundesautobahn 1 Puttgarden – Lübeck – Hamburg – Bremen – Osnabrück – Münster – Ascheberg – Hamm – Dortmund – Wuppertal – Köln – Euskirchen – Saarbrücken
- Bundesautobahn 43 Münster – Nottuln - Dülmen – Recklinghausen – Herne – Bochum – Wuppertal
- Bundesautobahn 31 Bottrop – Coesfeld – Gronau – Meppen – Leer – Emden

#### Flugplatz
- Verkehrslandeplatz Borkenberge

## Medien

### Zeitungen
- Westfälische Nachrichten (zwei Lokalausgaben: Baumberge [Nottuln, Havixbeck, Bösensell] und Lüdinghauser Zeitung [Lüdinghausen, Senden, Ascheberg])
- Allgemeine Zeitung Coesfeld (Tageszeitung für den Wirtschaftsraum Coesfeld)
- Billerbecker Anzeiger (Tageszeitung für Billerbeck und Darup)
- Dülmener Zeitung (Tageszeitung in Dülmen)
- Ruhr-Nachrichten (Eigentlich aus Dortmund stammend, aber mit einem Lokalteil für Olfen und Nordkirchen. Einzige Zeitung mit einem Olfener und Nordkirchener Lokalteil)
- Westfälischer Anzeiger  (Tageszeitung aus Hamm, in der Ausgabe Werne mit einem Lokalteil für den Süden des Kreises Coesfeld: Schwerpunkt Ascheberg-Herbern und Nordkirchen)

Ferner gab es mehrere wöchentlich erscheinende Anzeigenblätter wie die Streiflichter, den Stadtanzeiger, Hallo Münsterland und den Kreis-Kurier. Die Produktion der Streiflichter wurde 2021 eingestellt. Der Stadtanzeiger wird seit Mai 2023 nicht mehr produziert.

### Radio
- Radio Kiepenkerl (Lokalsender des Kreises Coesfeld ) mit Sitz in Dülmen

## Gemeinden
Der Kreis Coesfeld gliedert sich in elf kreisangehörige Gemeinden, von denen zwei Mittlere kreisangehörige Städte sind.
(Einwohner am 31. Dezember 2023)
| Städte 1. Billerbeck (11.826) 2. Coesfeld (38.007) 3. Dülmen (47.738) 4. Lüdinghausen (25.008) 5. Olfen (13.041) | Weitere Gemeinden 1. Ascheberg (15.757) 2. Havixbeck (12.226) 3. Nordkirchen (10.597) 4. Nottuln (20.208) 5. Rosendahl (11.173) 6. Senden (20.636) |  |

## Kfz-Kennzeichen
Am 1. Juli 1956 wurde dem damaligen Landkreis Coesfeld bei der Einführung der bis heute gültigen Kfz-Kennzeichen das Unterscheidungszeichen COE zugewiesen. Nach dessen Auflösung führte es der neugegründete Kreis Coesfeld ab dem 1. Januar 1975 weiter. Die Kennzeichenliberalisierung ermöglicht seit dem 16. Mai 2014 auch die Ausgabe des Unterscheidungszeichens LH (Lüdinghausen).

## Sonstiges
Seit dem 14. Dezember 2018 besteht eine Partnerschaft mit dem Landkreis Ostprignitz-Ruppin in Brandenburg.

## Liste der Museen im Kreis Coesfeld
- Liste der Museen im Kreis Coesfeld